# Scolioidea
Scolioidea is een superfamilie uit de orde van de vliesvleugeligen (Hymenoptera).

## Families
- Scoliidae